# Ilie Bolojan
Ilie Gavril Bolojan (* 17. března 1969 Vadu Crișului, Bihor) je rumunský politik, od 23. června 2025 předseda vlády a od 12. února do 26. května 2025 prozatímní prezident Rumunska po rezignaci Klause Iohannise. Dříve byl starostou města Oradea a předsedou rady župy Bihor. Po porážce Národní liberální strany v prvním kole nyní zrušených rumunských prezidentských voleb v roce 2024 a následné rezignaci Nicolae Ciucy se stal úřadujícím předsedou strany. Dne 12. února 2025 se po rezignaci Klause Iohannise stal prozatímním rumunským prezidentem až do voleb v květnu 2025.

## Raný život a kariéra
Vystudoval Matematicko-fyzikální střední školu Emanuila Gojdu v Oradei a poté studoval mechaniku (1988–1993) na Polytechnickém institutu Traiana Vuia v Temešváru a matematiku (1990–1993) na Západní univerzitě v Temešváru. V roce 1993 se stal členem Národní liberální strany (PNL). V letech 1993–1994 působil jako učitel na pomocné škole v Tileagdu.
V letech 1996–2004 působil jako zastupitel města Aleșd a od roku 2004 jako člen rady župy Bihor. V letech 2005 a 2006 absolvoval specializační kurzy v oblasti veřejné správy ve Francii a na Národním institutu pro správu v Bukurešti.
V letech 2005–2007 byl komisařem (prefektem) župy Bihor a v letech 2007–2008 zastával funkci generálního tajemníka vlády.
S Victorem Bolojanem, vysoce postaveným komunistickým politikem a diplomatem, není příbuzný a nemá s ním nic společného.

## Politická kariéra

### Starosta města Oradea
V roce 2008 byl zvolen starostou města Oradea se ziskem 50,3 % hlasů a stal se tak prvním starostou města zvoleným v prvním kole po roce 1989. Zahájil program administrativních a ekonomických reforem, modernizoval infrastrukturu, rehabilitoval historické centrum a přilákal investory, čímž se Oradea stala atraktivnější z ekonomického i turistického hlediska. V letech 2012 a 2016 byl opět zvolen starostou, ve volbách v roce 2016 získal 70,95 % hlasů.

### Předseda rady župy Bihor
V roce 2020 byl se ziskem 61,5 % hlasů zvolen předsedou rady župy Bihor. Nadále prosazoval projekty rozvoje infrastruktury a zvýšení atraktivity investic v župě, zlepšování veřejných služeb a vytváření efektivnějšího a transparentnějšího správního systému.

### Prozatímní prezident (2025)
Po parlamentních volbách v prosinci 2024 se stal členem Rumunského Senátu a 23. prosince 2024 byl zvolen předsedou.
Když prezident Klaus Iohannis 12. února 2025 rezignoval, stal se v souladu se zákony o nástupnictví prezidentů prozatímním prezidentem. Funkci vykonával do doby, než byl v květnových rumunských prezidentských volbách v roce 2025 zvolen nový prezident Nicușor Dan.
Iohannis jej přivítal v paláci Cotroceni během předávacího ceremoniálu a vedli spolu krátké jednání.